# Merrillan
Merrillan – wieś w Stanach Zjednoczonych, w stanie Wisconsin, w hrabstwie Jackson.